# Bennu Yıldırımlar
Bennu Yıldırımlar (Istanbul, 22 novembre 1969) è un'attrice turca.

## Biografia
Nata nel 1969 a Istanbul (Turchia), Bennu Yıldırımlar proviene da una famiglia di immigrati cretesi e macedoni. Nel 1986 si è diplomata presso la scuola superiore femminile Erenköy e in seguito ha deciso di iscriversi presso il dipartimento teatrale del conservatorio statale dell'Università di Istanbul, dove ha studiato per due anni conseguendo poi la laurea. Durante gli anni dell'università ha anche studiato per un periodo presso il dipartimento di lingua e letteratura greca antica. Tra il 1990 e il 1991 ha maturato esperienza presso il Westminster Adult Education Institute di Londra.
Nel 1988 ha iniziato la sua carriera come attrice con un ruolo nella serie Perili Köşk. Dallo stesso anno ha iniziato a lavorare presso i teatri della città di Istanbul. Nel 1990 ha preso parte alle serie Gençler e Gülen Ayva Ağlayan Nar, a cui sono seguite produzioni come Rifle King Kong Show (1993), Piranha Films e Muhteşem Zango (1994). Nel 1997 ha dato vita al personaggio di Elif nella serie Süper Baba. Nel 2000 ha ricoperto il ruolo principale di Nurgül nel film Kaç Para Kaç diretto da Reha Erdem. Ha poi interpretato il ruolo di Fikret nella serie Yaprak Dökümü (2006 al 2010), quello di Nermin nella serie Umutsuz Ev Kadınları (2011-2014), quello di Servet nella serie Gönül İşleri (2014-2015) e quello di Hatice Sarıkadı nella serie La forza di una donna (Kadın) (2017-2019). Nel 2018 ha dato vita al personaggio di Asuman Karasu nel film L'albero dei frutti selvatici (Ahlat Ağacı) diretto da Nuri Bilge Ceylan.

## Vita privata
Dal 1995 è sposata con l'attore Bülent Emin Yarar, dal quale ha avuto una figlia, Ada.

## Filmografia

### Cinema
- Adada Son Gece, regia di Cemal Gözütok (1992)
- Hafız Yusuf Efendi, regia di Türker Inanoglu (1993)
- Ağrı'ya Dönüş, regia di Tunca Yönder (1994)
- Gece, Melek ve Bizim Çocuklar, regia di Atıf Yılmaz (1994)
- Eski Fotoğraflar, regia di Necef Uğurlu e Jülide Övur (1998)
- Kaç Para Kaç, regia di Reha Erdem (1998)
- Ölümün El Yazısı, regia di Feyzi Tuna (1999)
- Hiç Yoktan Aşk, regia di Filiz Kaynak (2000)
- Kabuslar Evi: Kaçan Fırsatlar Limited, regia di Uluç Bayraktar (2006)
- Gökten 3 Elma Düştü, regia di Raşit Çelikezer (2009)
- Kars Öyküleri, regia di Ülkü Oktay, Zehra Derya Koç, Ahu Öztürk, Emre Akay e Özcan Alper (2010)
- Ağustos Böcekleri ve Karıncalar, regia di Erhan Tuncer (2016)
- L'albero dei frutti selvatici (Ahlat Ağacı), regia di Nuri Bilge Ceylan (2018)

### Televisione
- Perili Köşk – serie TV (1988)
- Gençler – serie TV (1990)
- Gülen Ayva Ağlayan Nar – serie TV (1990)
- Rifle King Kong Show – serie TV (1993)
- Piranha Films – serie TV (1994)
- Muhteşem Zango – serie TV (1994)
- Kopgel Taksi – serie TV (1995)
- Video Klip ve Çizgi Film Sunuşları – serie TV (1995)
- Sharpe's Revenge – serie TV, 1 episodio (1996)
- Süper Baba – serie TV (1997)
- Utanmaz Adam – serie TV, 4 episodi (1998)
- Kördüğüm – serie TV (1998)
- Tek Celse – serie TV (2001)
- Üzgünüm Leyla – serie TV, 2 episodi (2001)
- Kim Gitsin Yarışma Programı – serie TV (2001)
- Bir Tatlı Huzur – serie TV (2002)
- Şapkadan Babam Çıktı – serie TV (2002)
- Avrupa Yakası – serie TV (2004)
- Aynalar – serie TV (2005)
- Maki – serie TV (2005)
- Yaprak Dökümü – serie TV, 174 episodi (2006-2010)
- Acı Hayat – serie TV, 1 episodio (2007)
- Umutsuz Ev Kadınları – serie TV, 151 episodi (2011-2014)
- Gönül İşleri – serie TV, 28 episodi (2014-2015)
- Altınsoylar – serie TV, 4 episodi (2016)
- Aşk Laftan Anlamaz – serie TV, 7 episodi (2017)
- La forza di una donna (Kadın) – serie TV, 72 episodi (2017-2019)
- Sadakatsiz – serie TV, 3 episodi (2021)
- Olağan Şüpheliler – serie TV, 10 episodi (2021)
- Kusursuz Kiracı – serie TV, 6 episodi (2022)
- Veda Mektubu – serie TV, 21 episodi (2023)
- Arak/Kara – serie TV, 5 episodi (2023-2024)
- Bahar – serie TV, 3 episodi (2024)
- Aşk, Evlilik, Boşanma – serie TV, 4 episodi (2024)

## Teatro
- Üç Kızkardeş di Anton Čechov, presso i teatri della città di Istanbul (1990)
- Askerliğim di N. Simon, presso i teatri della città di Istanbul (1994)
- Bir Atın Öyküsü, adattamento di M. Rozovsky, presso i teatri della città di Istanbul (1995)
- Huzur, dall'omonimo romanzo di Ahmet Hamdi Tanpınar (Nuran), presso i teatri della città di Istanbul (1998-1999)
- Herkes Aynı Bahçede di Anton Čechov, presso i teatri della città di Istanbul (2001-2002)
- Kadınlar.Savaş.Komedi di Thomas Brasch, presso i teatri della città di Istanbul (2002)
- Ateş Yüzlü di Marius von Mayenburg, presso i teatri della città di Istanbul (2002)
- III. Richard di William Shakespeare, presso i teatri della città di Istanbul (2002-2003)
- Yaprak Dökümü, dall'omonimo romanzo di Reşat Nuri Güntekin (Fikret), presso i teatri della città di Istanbul (2002-2007)
- Saygılı Yosma di Jean-Paul Sartre (Lizzie), presso i teatri della città di Istanbul (2006)
- Üç Kızkardeş di Anton Čechov (Maşa), presso i teatri della città di Istanbul (2007)
- İntiharın Genel Provası di Dušan Kovačević, presso i teatri della città di Istanbul (2009)
- Buluşma Yeri di Dušan Kovačević, presso i teatri della città di Istanbul (2011)
- Dar Ayakkabıyla Yaşamak di Dušan Kovačević, presso i teatri della città di Istanbul (2012)
- 12. Gece di William Shakespeare, presso i teatri della città di Istanbul (2016)

## Doppiatrici italiane
Nelle versioni in italiano dei suoi film e delle sue serie TV, Bennu Yıldırımlar è stata doppiata da:
- Chiara Colizzi[21] ne L'albero dei frutti selvatici[22]
- Roberta Greganti[23] ne La forza di una donna[24]

## Riconoscimenti
- Ankara International Film Festival
  - 1994: Vincitrice come Attrice più promettente per il film Ağrı'ya Dönüş
- International Izmir Film Festival
  - 2020: Candidata come Miglior attrice non protagonista in una serie televisiva per La forza di una donna (Kadın)
- Kemal Sunal Culture and Art Award
  - 2008: Vincitrice come Miglior attrice teatrale
- Pantene Golden Butterfly Awards
  - 2008: Vincitrice come Miglior attrice per la serie Yaprak Dökümü
- Premi teatrali Afife
  - 2002: Candidata come Miglior attrice non protagonista dell'anno per Herkes Aynı Bahçede[25]
- Sadri Alisik Theatre and Cinema Awards
  - 2000: Vincitrice come Miglior attrice per il film Kaç Para Kaç[26]
  - 2006: Candidata come Attrice di maggior successo dell'anno per Saygılı Yosma[27]
  - 2019: Vincitrice come Miglior attrice non protagonista in un film drammatico per L'albero dei frutti selvatici (Ahlat Ağacı)
- Turkish Film Critics Association (SIYAD) Awards
  - 1999: Candidata come Miglior attrice per il film Kaç Para Kaç
  - 2018: Vincitrice come Miglior attrice non protagonista per il film L'albero dei frutti selvatici (Ahlat Ağacı)[28]